# 동고츠산맥

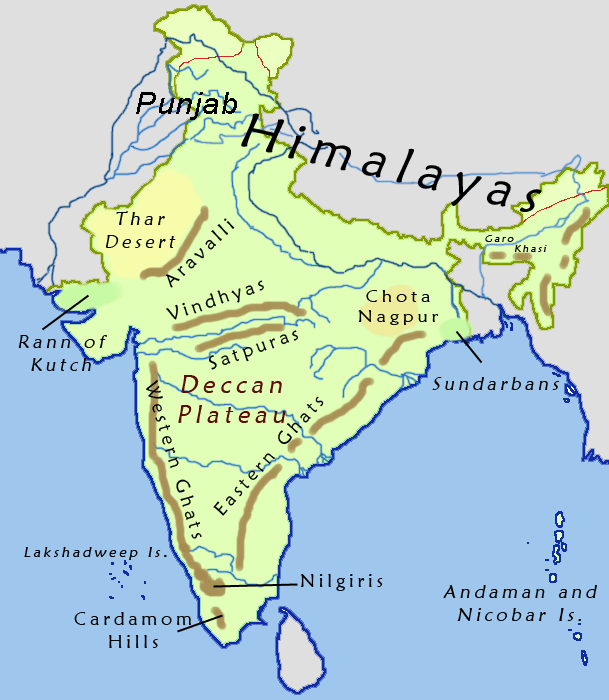
동고츠산맥은 인도의 동해안을 따라 나란히 뻗어 있다.

동고츠산맥(Eastern Ghats)은 인도의 동해안을 따라 뻗어 있는 산맥이다. 오디샤주 북부에서 시작하여 안드라프라데시주를 거쳐 타밀나두주까지 이르며, 카르나타카주와 케랄라주의 일부를 지나간다. 산맥은 고다바리강, 마하나디강, 크리슈나강, 카베리강 등이 침식하여 지나가고 있다.

## 같이 보기
- 코로만델 해안
- 서고츠산맥